# Otto’s
Die OTTO’S AG mit Sitz in Sursee ist ein Schweizer Detailhandelsunternehmen. Sie verfügt gesamtschweizerisch über rund 100 Filialen mit Verkaufsflächen zwischen 300 m² und 3800 m², wo sie Lebensmittel, Non-Food-Artikel, Möbel und Textilien, Sportartikel sowie Parfüm verkauft. Daneben verfügen mehr als 70 Filialen zusätzlich über ein umfassendes Möbelsortiment. Am Hauptsitz in Sursee betreibt das Unternehmen auch ein Autohandelscenter. Die Unternehmensgruppe beschäftigt mehr als 2000 Mitarbeiter.

## Geschichte
Das Unternehmen wurde 1978 durch Otto Ineichen gegründet. Hintergrund bildete eine sich Ende August 1978 im nördlichen Teil des Kantons Tessin ereignete Naturkatastrophe. Ineichen kaufte dabei die Warenbestände eines vom Unwetter stark betroffenen Einkaufszentrums für Wiederverkäufer in Losone auf, mietete in Luzern einen leerstehenden Geschäftsraum und verkaufte die Waren innert kürzester Zeit als Otto’s Schadenposten AG.
In der Anfangsphase bot das Unternehmen hauptsächlich Waren aus Schadensfällen an. Seit 1984 hingegen sind es ausschliesslich einwandfreie Artikel in- und ausländischer Herkunft. Aus diesem Grund drängte sich im November 1985 eine Umbenennung in Otto’s Warenposten AG auf.

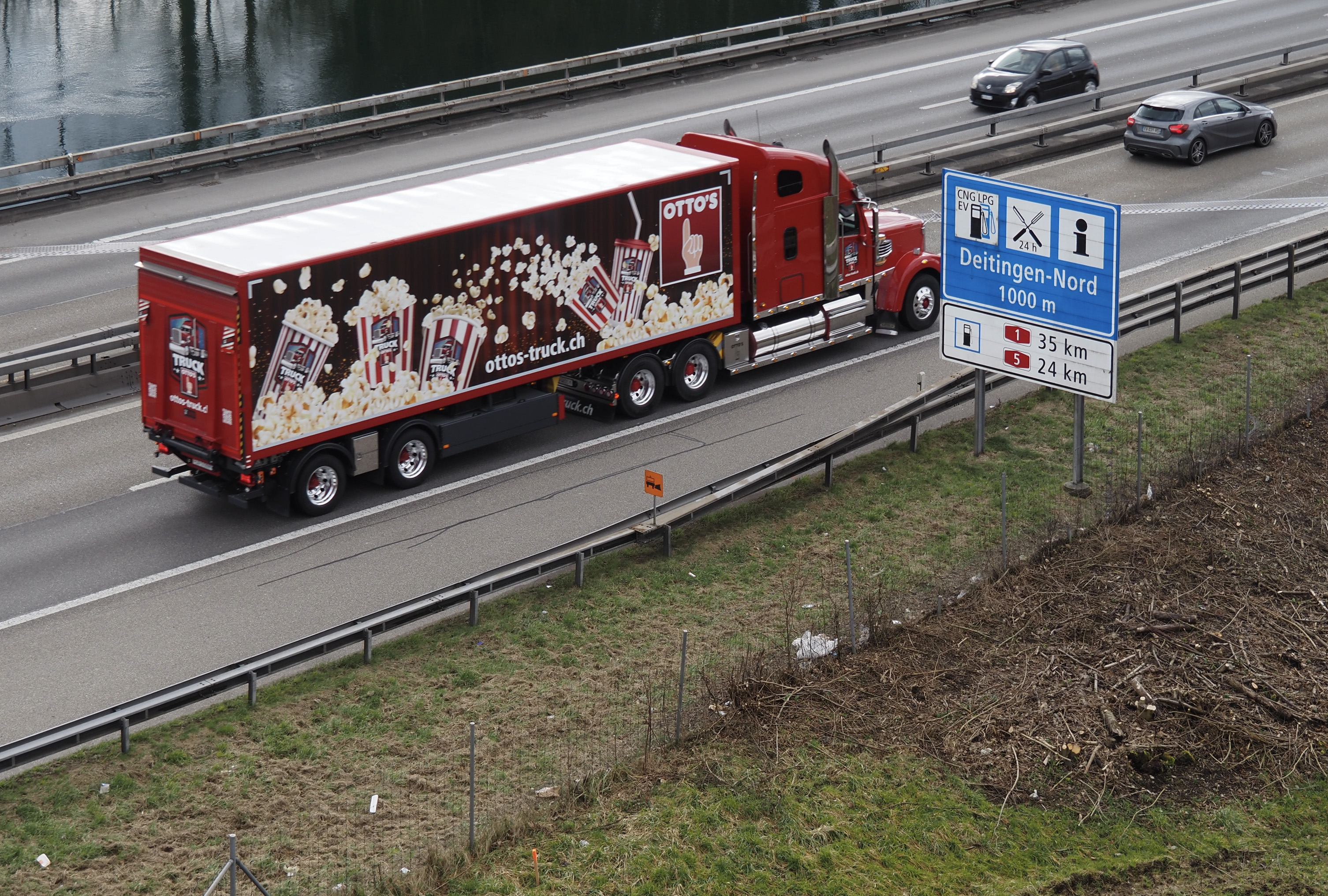
Lkw von Otto’s

Mit der Eröffnung der Filiale in Yverdon im März 1989 fasste Otto’s Warenposten erstmals auch in der Westschweiz unter der Bezeichnung Otto le soldeur Fuss. Seit September 1999 tritt das Unternehmen, wegen des sich ständig erweiternden Sortiments, unter dem einheitlichen Namen Otto’s auf.
Im September 2001 zog sich Otto Ineichen aus dem operativen Geschäft zurück und übergab die Unternehmensleitung seinem Sohn Mark. Er blieb aber Präsident des Verwaltungsrates, bis er auch dieses Mandat im Juli 2010 an seinen Sohn Mark abgab. Otto Ineichen starb im Jahr 2012.
Seit 2006 ist das Unternehmen auch im Automobilhandel tätig. Von 2009 bis 2013 hat Otto’s auch Fertighäuser angeboten, das Angebot fand jedoch wenig Akzeptanz.
2017 und 2018 stand Otto's AG in der Kritik, gefälschten Wein weiter zu verkaufen. Die entsprechenden Weine wurden aus dem Handel genommen und der Importeur gefasst. Im Februar 2020 wurde bekannt, dass Otto’s wegen des Swissness-Gesetzes die Schweizer Kreuze auf Schuhen entfernen lassen muss, da weniger als 60 Prozent der Herstellungskosten in der Schweiz angefallen waren.